# CD Puertollano
A CD Puertollano, 2009-ig UD Puertollano, eredetileg CF Calvo Sotelo egy spanyol labdarúgócsapat. A klubot 1948-ban alapították, jelenleg a harmadosztályban szerepel.

## Statisztika
- CF Calvo Sotelo, CD Calvo Sotelo

| Szezon  | Osztály    | Poz. | Copa del Rey |
| ------- | ---------- | ---- | ------------ |
| 1948/49 | Regionális | —    |              |
| 1949/50 | Regionális | —    |              |
| 1950/51 | Regionális | —    |              |
| 1950/51 | 3ª         | 3.   |              |
| 1951/52 | 3ª         | 5.   |              |
| 1952/53 | 3ª         | 2.   |              |
| 1953/54 | 3ª         | 5.   |              |
| 1954/55 | 3ª         | 4.   |              |
| 1955/56 | 3ª         | 4.   |              |
| 1956/57 | 3ª         | 2.   |              |
| 1957/58 | 3ª         | 6.   |              |

| Szezon  | Osztály | Poz. | Copa del Rey |
| ------- | ------- | ---- | ------------ |
| 1958/59 | 3ª      | 1.   |              |
| 1959/60 | 3ª      | 2.   |              |
| 1960/61 | 3ª      | 1.   |              |
| 1961/62 | 3ª      | 1.   |              |
| 1962/63 | 3ª      | 1.   |              |
| 1963/64 | 3ª      | 1.   |              |
| 1964/65 | 2ª      | 6.   |              |
| 1965/66 | 2ª      | 7.   |              |
| 1966/67 | 2ª      | 8.   |              |
| 1967/68 | 2ª      | 2.   |              |
| 1968/69 | 2ª      | 6.   |              |

| Szezon  | Osztály | Poz. | Copa del Rey |
| ------- | ------- | ---- | ------------ |
| 1969/70 | 2ª      | 12.  |              |
| 1970/71 | 2ª      | 19.  |              |
| 1971/72 | 3ª      | 8.   |              |
| 1972/73 | 3ª      | 11.  |              |
| 1973/74 | 3ª      | 6.   |              |
| 1974/75 | 3ª      | 1.   |              |
| 1975/76 | 2ª      | 11.  |              |
| 1976/77 | 2ª      | 16.  |              |
| 1977/78 | 2ª      | 20.  |              |
| 1978/79 | 2ªB     | 5.   |              |

| Szezon  | Osztály | Poz. | Copa del Rey |
| ------- | ------- | ---- | ------------ |
| 1979/80 | 2ªB     | 4.   |              |
| 1980/81 | 2ªB     | 13.  |              |
| 1981/82 | 2ªB     | 7.   |              |
| 1982/83 | 2ªB     | 13.  |              |
| 1983/84 | 2ªB     | 2.   |              |
| 1984/85 | 2ª      | 19.  |              |
| 1985/86 | 2ªB     | 8.   |              |
| 1986/87 | 3ª      | 12.  |              |
| 1987/88 | 3ª      | 9.   |              |

- Puertollano Industrial CF

| Szezon  | Osztály    | Poz. | Copa del Rey |
| ------- | ---------- | ---- | ------------ |
| 1988/89 | 3ª         | 17.  |              |
| 1989/90 | 3ª         | 20.  |              |
| 1990/91 | Regionális | —    |              |
| 1991/92 | 3ª         | 11.  |              |
| 1992/93 | 3ª         | 6.   |              |
| 1993/94 | 3ª         | 4.   |              |

| Szezon  | Osztály | Poz. | Copa del Rey |
| ------- | ------- | ---- | ------------ |
| 1994/95 | 3ª      | 3.   |              |
| 1995/96 | 3ª      | 3.   |              |
| 1996/97 | 3ª      | 7.   |              |
| 1997/98 | 3ª      | 3.   |              |
| 1998/99 | 3ª      | 5.   |              |

- UD Puertollano

| Szezon  | Osztály | Poz. | Copa del Rey |
| ------- | ------- | ---- | ------------ |
| 1999/00 | 3ª      | 1.   |              |
| 2000/01 | 3ª      | 9.   |              |
| 2001/02 | 3ª      | 12.  |              |
| 2002/03 | 3ª      | 10.  |              |
| 2003/04 | 3ª      | 2.   |              |
| 2004/05 | 3ª      | 5.   |              |

| Szezon  | Osztály | Poz. | Copa del Rey |
| ------- | ------- | ---- | ------------ |
| 2005/06 | 3ª      | 1.   |              |
| 2006/07 | 2ªB     | 7.   |              |
| 2007/08 | 2ªB     | 13.  |              |
| 2008/09 | 2ªB     | 5.   |              |
| 2009/10 | 2ªB     | 6.   |              |

- CD Puertollano

| Szezon  | Osztály | Poz. | Copa del Rey |
| ------- | ------- | ---- | ------------ |
| 2010/11 | 2ªB     | 12.  |              |
| 2011/12 | 2ªB     | —    |              |

## Jelenlegi keret
| #  |        | Poszt | Név               |
| -- | ------ | ----- | ----------------- |
| 1  | ESP    | K     | Antonio Ruiz Caba |
| 2  | ESP    | V     | Eloi Pomar        |
| 3  | ESP    | V     | Germán            |
| 4  | ESP    | V     | Manu Arias        |
| 5  | ESP    | V     | Raúl Fernández    |
| 6  | ESP    | KP    | Raúl Medina       |
| 7  | ESP    | V     | Antonio Amores    |
| 8  | ESP    | KP    | Álvaro Valdés     |
| 9  | Brazil | CS    | Addison           |
| 10 | ESP    | CS    | Honorio           |
| 11 | ESP    | KP    | Roberto Encinas   |

| #  |     | Poszt | Név               |
| -- | --- | ----- | ----------------- |
| 13 | ESP | K     | Alberto           |
| 14 | ESP | KP    | Manuel Serrano    |
| 15 | ESP | KP    | José Hernández    |
| 16 | FRA | KP    | Bedsente Gomis    |
| 17 | ESP | CS    | Juan Ureña        |
| 18 | ESP | V     | José Manuel Rojas |
| 20 | ESP | KP    | Granada           |
| 21 | ESP | V     | Regino            |
| 22 | ESP | CS    | Jorge Brazales    |
| 23 | ESP | CS    | Juan Carlos Ortiz |
| 25 | ESP | K     | Noé Calleja       |

## Külső hivatkozások
- Hivatalos weboldal (spanyolul)
- Futbolme (spanyolul)